# Герб Терехового
Герб Терехового затверджений рішенням Терехівської сільської ради.

## Опис герба
На зеленому полі срібний портик, який супроводжується унизу срібною нитяною хвилястою балкою. На золотій хвилястій базі зелений трилисник конюшини. Щит обрамований декоративним картушем, унизу якого на стрічці чорними літерами написано «Терехове», під стрічкою на завитку зображена дата «1550». Щит увінчаний золотою сільською короною.
Автори — М. Яковчук, Т. Кареліна, В. Сватула, зобразив О. Маскевич.